# Райнболд фон Дриберг
Райнболд фон Дриберг на немски: Reinbold von Drieberg; † сл. 1227) е рицар, благородник от род Дриберг от Мекленбург в област Шверин/Росток, собственик на Дриберг (част от Драгун) в Мекленбург-Предна Померания в Графство Шверин.
Той е син на Готфрид фон Дриберг († сл. 1200), който през 1178 г. е свидетел при епископ Берно фон Шверин († 1191) и 1200 г. при графовете Гунцелин I († 1185) и Хайнрих I фон Шверин († ок. 1228).
Райнболд фон Дриберг е през 1217 г. фогт на Шверин. През 1218 и 1219 г. той е свидетел при епископ Брунвард фон Шверин († 1238) и графовете Гунцелин I († 1185) и Хайнрих I фон Шверин († 1228). През 1220 г. той е рицар при графовете фон Шверин и през 1222 г. рицар при княз Хайнрих Борвин I († 1227) в Рацебург. Накрая през 1227 г. той е при граф Гунцелин III фон Шверин († 1274).

## Деца
Райнболд фон Дриберг е баща на:
- Болто I фон Дриберг († сл. 1279), рицар и васал на графовете Хелмолд († сл. 1297) и Николаус II фон Шверин-Бойценбург († 1316); баща на:
  - Болто II фон Дриберг († сл. 1324), собственик в Дриберг, 1299 г. кнапе, 1300 г. маршал, 1307 г. васал на графовете фон Шверин, 1315 г. васал на граф Николаус I фон Шверин-Витенбург († 1323), 1320 г. свидетел при граф Хайнрих III фон Шверин († 1344).